# España en los Juegos Paralímpicos de Río de Janeiro 2016
España estuvo representada en los Juegos Paralímpicos de Río de Janeiro 2016 por un total de 111 deportistas, 83 hombres y 28 mujeres.

## Medallistas
El equipo paralímpico español obtuvo las siguientes medallas:
| Nombre | Deporte           | Evento                           |
| --- | ----------------- | -------------------------------- |
| Oro |                   |                                  |
| Elena Congost | Atletismo         | Maratón T12 femenino             |
| Gerard Descarrega | Atletismo         | 400 m T11 masculino              |
| Kim López | Atletismo         | Peso F12 masculino               |
| Teresa Perales | Natación          | 50 m espalda S5 femenino         |
| Michelle Alonso | Natación          | 100 m braza SB14 femenino        |
| Nuria Marqués | Natación          | 400 m libre S9 femenino          |
| Israel Oliver | Natación          | 100 m mariposa S11 masculino     |
| Israel Oliver | Natación          | 200 m estilos SM11 masculino     |
| Óscar Salguero | Natación          | 100 m braza SB8 masculino        |
| Plata |                   |                                  |
| Alberto Suárez | Atletismo         | Maratón T12 masculino            |
| Abderrahman Ait Khamouch | Atletismo         | Maratón T46 masculino            |
| Agustín Alejos Amadou Tijane Diallo Asier García Jaume Llambi David Mouriz Jesús Romero Jordi Ruiz Francisco Sánchez Daniel Stix Carlos Vera Alejandro Zarzuela Pablo Zarzuela | Baloncesto        | Torneo masculino                 |
| Ignacio Ávila | Ciclismo en ruta  | Ruta B masculino                 |
| Teresa Perales | Natación          | 100 m libre S5 femenino          |
| Teresa Perales | Natación          | 200 m libre S5 femenino          |
| Teresa Perales | Natación          | 200 m estilos SM5 femenino       |
| Sarai Gascón | Natación          | 100 m libre S9 femenino          |
| Sarai Gascón | Natación          | 100 m mariposa S9 femenino       |
| Sarai Gascón | Natación          | 200 m estilos SM9 femenino       |
| Nuria Marqués | Natación          | 100 m espalda S9 femenino        |
| Miguel Luque | Natación          | 50 m braza SB3 masculino         |
| Álvaro Valera | Tenis de mesa     | Individual 6 masculino           |
| Jorge Cardona José Manuel Ruiz Juan Bautista Pérez | Tenis de mesa     | Equipo 9-10 masculino            |
| Bronce |                   |                                  |
| Izaskun Osés | Atletismo         | 1500 m T13 femenino              |
| David Casinos | Atletismo         | Disco F11 masculino              |
| Alfonso Cabello | Ciclismo en pista | 1 km contrarreloj C4-5 masculino |
| Alfonso Cabello Amador Granados Eduardo Santas | Ciclismo en pista | Velocidad por equipos C1-5 mixto |
| María Delgado | Natación          | 50 m libre S12 femenino          |
| María Delgado | Natación          | 100 m espalda S12 femenino       |
| Ariadna Edo | Natación          | 400 m libre S13 femenino         |
| Jairo Ruiz | Triatlón          | PT4 masculino                    |